# Carl Lovisin
Carl Arvid Lovisin född 1772, död 1847, var en svensk friherre och militär som deltog i Gustav III:s ryska krig, finska kriget, fälttåget i Pommern 1805 och fälttåget mot Norge 1814. Han var även statsråd.

## Biografi
År 1790 deltog Lovisin i kriget i Finland och 1805 var han med under det pommerska fälttåget, då man sökte försvara Pommern mot Napoleons trupper. 1808 deltog Lovisin i flera landstigningsförsök på den finska kusten och under striden vid Sävar 1809 var han major och förde befälet över Svea livgarde. 1810 blev Lovisin riddare av svärdsordens stora kors på grund av sina insatser vid Sävar. När Axel von Fersen blev mördad på Riddarhustorget den 20 juni 1810 av pöbeln, deltog Lovisin i det förband av Svea livgarde, som befann sig på platsen utan att göra någonting för att försvara riksmarskalken. Vid tillfället hade Lovisin yttrat för Clas Adam Ehrengranat att det var olyckligt att soldaterna inte hade sina gevär laddade. 1812 befordrades Lovisin till överste i armén och deltog året därpå i slagen vid Grossbeeren och Leipzig. 1814 deltog Lovisin i fälttåget mot Norge och 1815–1837 var han sekundchef för Svea livgarde såsom efterträdare till Johan August Sandels på den posten. 1818 befordrades Lovisin till generalmajor och 1818–1838 var han överkommendant i Stockholm. 1836 befordrades Lovisin till generallöjtnant samt generalbefälhavare i sjätte militärdistriktet. Lovisin stod kung Karl XIV Johan mycket nära och blev 1843 statsråd och chef för lantförsvarsdepartementet. Lovisin betraktades som "känd och aktad som en hederlig man", men av sin opposition ansågs han sakna "den utbildning och de administrativa egenskaper som befattningen kräver". Efter Karl XIV Johans död 1844 avskedades Lovisin från sin post och blev istället Oscar I:s generalbefälhavare i fjärde militärdistriktet.
Carl Lovisin avled ogift 1847 och godset Brandalsund ärvdes av hans yngre bror, militären Adolf Axel Lovisin, som även han kämpat i finska kriget och fälttågen i Tyskland och Norge.

## Utmärkelser
- Riddare av Svärdsorden - 3 juli 1808
- Riddare med Stora Korset av Svärdsordens 2:a klass - 4 maj 1810
- Kommendör av Svärdsorden - 28 januari 1817
- Kommendör med Stora Korset av Svärdsorden - 1 december 1824